# GAMESS
GAMESS steht für General Atomic Molecular and Electronic Structure System und ist die Bezeichnung für ein Softwarepaket zur Verwendung in der Quantenchemie. Nachdem dessen Entwicklung in den 1980er Jahren in die beiden Zweige GAMESS (UK) und GAMESS (US) aufgeteilt wurde, werden sie einzeln gepflegt und unterscheiden sich deutlich. Viele frühe Entwicklungen sind aus dem britischen ATMOL-Programm eingeflossen.

## GAMESS (UK)
GAMESS (UK) kann eine Reihe von standard-computerchemischen Berechnungen zu Elektronenstrukturen durchführen, zum Beispiel Hartree-Fock, Møller-Plesset-Störungstheorie erster und zweiter Ordnung (MP2 und MP3), Coupled cluster (CCSD und CCSD(T)), Dichtefunktionaltheorie (DFT), Configuration Interaction (CI) und andere. Berechnungen von Valence-Bond-Wellenfunktionen sind mit dem TURTLE-Code von J.H. van Lenthe möglich.
GAMESS (UK) wird von CFS entwickelt, einer Softwarefirma unter der Lizenz des „UK's Council for the Central Laboratories of the Research Councils (CCLRC)“. Die Vollversion der Software ist nur für akademische Forscher innerhalb Großbritanniens kostenlos; ausländische Forscher sowie industrielle Nutzer müssen Lizenzgebühren bezahlen. Eine kostenlose Demo-Version ist verfügbar.

## GAMESS (US)
| SCFTYP=           | RHF  | ROHF | UHF  | GVB  | MCSCF |
| ----------------- | ---- | ---- | ---- | ---- | ----- |
| Energy            | CDpF | CDpF | CDpF | CDp  | CDpF  |
| Analytic gradient | CDpF | CDpF | CDpF | CDp  | CDpF  |
| Numerical Hessian | CDpF | CDp  | CDp  | CDp  | CDp   |
| Analytic Hessian  | CDpF | CDpF | CDpF | CDp  | Dp    |
| MP2 energy        | CDpF | CDpF | CDp  | nein | CDp   |
| MP2 gradient      | CDpF | Dp   | CDp  | nein | nein  |
| CI energy         | CDpF | CDp  | nein | CDp  | CDp   |
| CI gradient       | CD   | nein | nein | nein | nein  |
| CC energy         | CDpF | CDF  | nein | nein | nein  |
| EOM energy        | CD   | CD   | nein | nein | nein  |
| DFT energy        | CDpF | CDp  | CDpF | nein | nein  |
| DFT gradient      | CDpF | CDp  | CDpF | nein | nein  |
| TD-DFT energy     | CDpF | nein | CDpF | nein | nein  |
| TDDFT gradient    | CDpF | nein | nein | nein | nein  |
| MOPAC energy      | ja   | ja   | ja   | ja   | nein  |
| MOPAC gradient    | ja   | ja   | ja   | nein | nein  |

Das Software-Paket GAMESS (US) für die Computerchemie wurde unabhängig von der britischen Version von Mark S. Gordon an der Iowa State University weiterentwickelt und wird bis heute von ihm betreut. Es hat anders als GAUSSIAN keine kommerzielle, sondern eine akademische Lizenz und ist damit für Akademiker kostenlos. Es ist inzwischen mit GAUSSIAN in Funktion und Leistungsfähigkeit vergleichbar und hat – nicht zuletzt aus Kostengründen – eine große Verbreitung erreicht. Neben der Gruppe um Mark Gordon ist auch eine große Zahl anderer theoretisch-chemischer Arbeitsgruppen auf der ganzen Welt in die Entwicklung von GAMESS involviert. Das Programm ist jetzt für alle üblichen Plattformen wie Mac OS, Linux und Windows verfügbar.
Ebenso wie GAUSSIAN stellt auch GAMESS keine graphische Benutzeroberfläche zur Verfügung. Eingabe und Ausgabe von Daten erfolgen als Textdateien im ASCII-Code. Es ist allerdings möglich, GAMESS mit verschiedenen graphischen Programmen zu kombinieren, die die Eingabe bzw. die Auswertung der Ausgabedateien erleichtern.
Wie die britische Version ist auch GAMESS (US) mit der Hartree-Fock-Methode (mit RHF, ROHF und UHF), Konfigurationswechselwirkung, Coupled Cluster, der Møller-Plesset-Störungstheorie und der Dichtefunktionaltheorie kompatibel, darüber hinaus mit MCSCF (Multi configuration self-consistent field).